# Borís Popov
Borís Popov   (Moscou, 21 de març de 1941) és un waterpolista rus, ja retirat, que va competir sota bandera soviètica durant les dècades de 1960 i 1970.
El 1964 va prendre part en els Jocs Olímpics d'Estiu de Tòquio, on guanyà la medalla de bronze en la competició del waterpolo. En el seu palmarès també destaca una medalla d'or Campionat d'Europa de waterpolo de 1966. A nivell de clubs guanyà la lliga soviètica de 1972.
Una vegada retirat exercí d'entrenador de waterpolo. Primer a l'equip juvenil de l'URSS, i de 1979 a 1987 dirigint la selecció absoluta masculina de l'URSS, amb qui va guanyar els Jocs Olímpics de 1980, la Copa del Món de 1981 i 1983, el Campionat del Món de 1982 i el Campionat d'Europa de 1983, 1985 i 1987. Als Jocs de 1992 va dirigir l'equip unificat, que va ocupar el tercer lloc.